# Öretjärnet (Skillingmarks socken, Värmland)
Öretjärnet är en sjö i Eda kommun i Värmland och ingår i Göta älvs huvudavrinningsområde.